# 玻璃杯論
玻璃杯論，又稱玻璃杯潮文，是香港歌手周柏豪在2012年1月30日因為打碎了自己的水杯而在社交平台發表的一則抒情文章。它在發表後便為網民關注及揶揄，使周獲得「大文豪」的稱號。它還成為宜家家居的廣告題材。在那之後網民有時會在周柏豪打碎水杯某週年的當天大批來到該篇文章的評論區中留言。

## 背景
周柏豪是香港的歌手，喜歡拍照。他的祖母在他發表文章的那段時期身體欠佳，需要在醫院接受治療。他在家中便因為對此事心有牽掛，而不慎打碎了自己的水杯。他之後先拿手機把碎片拍下來，然後再清理，整個過程耗時30分鐘——他認為這30分鐘是他當日「最穩定最舒服的時間」，使之暫時忘卻祖母生病的事，並感受到壞事都可以有好的一面。最後他把此一經歷發表到網上，成為玻璃杯論。其中他因為不想對外公開私穩資訊及文筆「比較簡單」，而在內文沒有提及這文章跟祖母的關係。

## 內容
周柏豪在玻璃杯論中說自己打碎了杯子，之後用了30分鐘的時間去清理和欣賞玻璃碎片。在欣賞該些碎片時，他發現該些碎片比原本的水杯還美。他又在文章讚揚了杯子著地那一刻的聲音，指它很美好。最後表示自己從這段經歷中為一些「不快的事」找到答案。隨文附上了碎掉的玻璃杯的照片。

## 反應
文章發表後，隨即引來網民關注及過萬則轉載。他們不少批評周柏豪過於做作，並取笑文章內容。他的緋聞女友吳雨霏曾說自己也看不懂該篇文章的意思，之後改口說沒有留意之。之後亦有網民把文章改編，把水杯換成其他物體。香港宜家家居則以此事為題，宣傳店內有在出售的水杯，說打碎了水杯可以換一隻新的。除了香港宜家家居外，亞洲電視的賽馬會節目和無綫新聞也揶揄了玻璃杯論。在那之後網民有時會在周柏豪打碎水杯某週年的當天大批來到玻璃杯論貼文的評論區中留言，例如水杯打破後的七週年、十週年、十一週年皆出現這類型的情況。在十一週年時，網民更開始認為周「神預言」了歌曲《玻璃心》面世。
2012年2月7日，周柏豪來到商業電台宣傳自己的專輯《GetWellSoon》時，發現自己面前巧合放了一隻杯子，於是連忙拿開。同月出席活動時，他拿玻璃杯論自嘲，說自己喜歡「擲破後會有不同形態」的茶杯。除此之外，其文章在網上爆紅後，有廣告商邀請他拍攝廣告——《東周刊》把之歸因於玻璃杯論帶來的熱度。周柏豪後因玻璃杯論而被稱為「大文豪」。周在2013年重提此事時，對當年有份推動熱潮的人表示感激，使自己有機會在報章娛樂版頭條出現。周柏豪有份參演的廣播劇《唐七太空站》還在他的同意之下，加入了他觀賞碎玻璃的情節。《東方日報》表示這容易讓人回想起玻璃杯論。2017年，他跟南韓魔術師Yu Ho Jin一起出席了一場宣傳活動，後者在場表演了「隔空碎玻璃杯」這項魔術，影射周柏豪的玻璃杯論。
《澳門日報》的娛翁撰稿評論道，周柏豪只因為打碎了水杯而寫下該文章，那麼在面對更大的損失時，「不知他是否需要撰寫千字文『悼念』呢？」並指雖然從文章看出他的情緒很容易受牽動，但文筆還是有點不足。專欄作家陳強在《Am730》中評論指，周柏豪身為娛樂圈人物，做作是應當的事，因此不認為他在文章做作是個值得批評的地方。其次認為這文章的熱度是對其「另一種的肯定」。TOPick的評論人在2020年表示玻璃杯論的文筆「不錯」。

## 外部連結
- 周柏豪Facebook帳戶上的玻璃杯論 （页面存档备份，存于）